# 帰納的集合
指示関数が帰納的関数となるような集合を帰納的集合（きのうてきしゅうごう）という。
端的に言えば、決定可能な集合であり、チャーチのテーゼを認めるならば、計算可能な集合である。
たとえば、素数の集合は、帰納的集合である。一方で停止性問題（実行すると停止するプログラムと入力の組の集合）は帰納的でない。